# 제베쿠스쿠스
제베쿠스쿠스(Phalanger alexandrae)는 쿠스쿠스과에 속하는 유대류의 일종이다. 인도네시아 북말루쿠 주의 제베 움메라 제도의 토착종으로 해수면과 해발 300m 사이의 높이에서 서식한다.